# Een kwestie van Latijn
Een kwestie van Latijn is een hoorspel naar de novelle La question du Latin van Guy de Maupassant, die werd gepubliceerd in Le Gaulois van 2 september 1886. Ank van Haaren zorgde voor de vertaling en S. de Vries jr. was de regisseur. De VARA zond het uit op woensdag 3 januari 1962, van 21.15 uur tot 21.35 uur (met een herhaling op woensdag 14 oktober 1970).

## Rolbezetting
- Wim van den Brink (papa Piquedent)
- Joke Hagelen (het meisje)
- Jan Borkus & Hans Simonis (twee vrienden)

## Inhoud
De titel houdt verband met de actualiteit, want Maupassant begint zijn novelle aldus: "Die kwestie van het Latijn, waarmee men ons nu al geruime tijd overstelpt [of het nog wel noodzakelijk is aan de schoolgaande jeugd Latijn te leren], doet me denken aan een gebeurtenis, een verhaal uit mijn jeugd." In dat verhaal gaat het over een toezichthouder op een kostschool. Hij geeft lessen Latijn en wordt er voor de grap toe aangezet met een werkvrouw te trouwen: ze kopen een kruidenierszaak, die uiteindelijk meer opbrengt dan zijn lessen Latijn…